# Kojetice, Mělník
Kojetice là một làng thuộc huyện Mělník, vùng Středočeský, Cộng hòa Séc.